# Bitlisse (província)
Bitlisse (em turco: Bitlis) é uma província (iller) do leste da Turquia, situada na região (bölge) da Anatólia Oriental (em turco: Doğu Anadolu Bölgesi), com capital na cidade homónima. Tem 6 707 km² de área e em 2020 tinha 350 994 habitantes.